# Джексон Тауншип (округ Перрі, Пенсільванія)
Джексон Тауншип (англ. Jackson Township) — селище (англ. township) в США, в окрузі Перрі штату Пенсільванія. Населення — 590 осіб (2020).

## Демографія
Згідно з переписом 2010 року, у селищі мешкало 547 осіб у 187 домогосподарствах у складі 147 родин. Було 286 помешкань
Расовий склад населення:
| - 98,9 % — білих - 0,7 % — вихідців з тихоокеанських островів |

До двох чи більше рас належало 0,4 %. Частка іспаномовних становила 2,4 % від усіх жителів.
За віковим діапазоном населення розподілялося таким чином: 31,6 % — особи молодші 18 років, 55,2 % — особи у віці 18—64 років, 13,2 % — особи у віці 65 років та старші. Медіана віку мешканця становила 34,3 року. На 100 осіб жіночої статі у селищі припадало 104,1 чоловіків;  на 100 жінок у віці від 18 років та старших — 108,9 чоловіків також старших 18 років.
Середній дохід на одне домашнє господарство  становив 48 972 долари США (медіана — 38 750), а середній дохід на одну сім'ю — 55 110 доларів (медіана — 42 292). Медіана доходів становила 34 688 доларів для чоловіків та 31 607 доларів для жінок. За межею бідності перебувало 27,4 % осіб, у тому числі 42,7 % дітей у віці до 18 років та 13,0 % осіб у віці 65 років та старших.
Цивільне працевлаштоване населення становило 225 осіб. Основні галузі зайнятості: сільське господарство, лісництво, риболовля — 20,9 %, виробництво — 13,8 %, будівництво — 13,3 %.